# 日本オーガニックコットン流通機構
特定非営利活動法人日本オーガニックコットン流通機構は、東京都千代田区に事務所を置く、NPO法人（特定非営利活動法人）である。オーガニックコットン製品の企画、開発を行い、展示会の開催やホームページなどを通じてオーガニック製品の普及、啓発を図っており、 原料のコットン（綿）に関して、第三者認定を得たトレーサビリティ（栽培履歴管理）の確実なものを使用することで、生産地の環境保全を図り、途上国への搾取的な交易を無くす活動を行っている。

また、各種国際協力機関とも連携し、産地の農民に対する技術指導など支援活動を行い、消費者が安心して使用できるコットン（綿）製品を製造するため、加工工程における規準（ガイドライン）作りや、消費者や医療機関の協力を得て、繊維製品が引き起こす各種疾病の調査研究を行い、これらの情報をホームページや報告書の形で公開している。

## 沿革
- 1993年10月 : 任意団体として発足
- 2004年2月  : NPO法人化
- 2008年6月  : NOC貧困救済基金を設立
- 2008年8月  : NOC品質管理委員会設置
- 2008年11月 : 化学物質過敏症患者への適応商品紹介支援開始

## 事業内容
- オーガニックコットン認定事業

NOCの主な活動。NOCコットンラベルを発行し、認証されたオーガニックコットンを使用した製品への添付を行ってる。
- 貧困救済基金事業

NOCラベルの発行による寄付により、インドやタンザニアを中心とした途上国での、井戸や学校の建設を行っている。
- 化学物質過敏症事業

皮膚に負担の少ないオーガニックコットンにより、化学物質過敏症患者へのサポートを行い、啓蒙活動を行っている。
- 法人事業

認証されたオーガニックコットンを使用した製品を、市場に流通させるため、会員法人への指導や相談などを行っている。
- 東北復興事業

被災地の化学物質過敏症患者への、オーガニックコットン製品の寄付やサポートを行っている。 
- 講演事業

学校や各種団体において、オーガニックコットンの啓蒙や、生産地とのフェアトレードについて講演を行っている。

## NOC認定規準
NOCの認定にはNOCコットン規準とNOCグリーン規準の二種があり、その共通の特徴は、「オーガニックコットンに一般の綿を混ぜることを禁止している」点である。また、製品加工の工程においては、NOCコットン規準では「化学処理をしないこと。」NOCグリーン規準では、「化学処理を行う場合は、最小限に留め安全性に十分配慮する。」ことと規定されている。

## 出版物
- 宮嵜道男『オーガニックコットン物語』コモンズ〈書籍〉、2010年4月。ISBN 978-4861870675。